# Aldenhoven
Aldenhoven település Németországban, azon belül Észak-Rajna-Vesztfália tartományban. Lakosainak száma 14 231 fő (2023. december 31.). Aldenhoven Eschweiler, Inden és Jülich községekkel határos.

## Népesség
A település népességének változása:
| Lakosok száma | 12 659 | 13 877 | 13 807 | 13 893 | 14 081 | 14 231 |
|               | 1975   | 2017   | 2019   | 2021   | 2022   | 2023   |